# Limnephilus bloomfieldi
Limnephilus bloomfieldi är en nattsländeart som beskrevs av Ruiter 1995. Limnephilus bloomfieldi ingår i släktet Limnephilus och familjen husmasknattsländor. Inga underarter finns listade i Catalogue of Life.